# 491
Раннє Середньовіччя. У Східній Римській імперії розпочалося правління Анастасія I. На Апеннінському півострові триває війна між остготами Теодоріха Великого й королем Італії Одоакром. У Європі утворилися численні варварські держави, зокрема Іберію і південь Галлії займає Вестготське королівство, Північну Африку захопили вандали, утворивши Африканське королівство, у Тисо-Дунайській низовині утворилося Королівство гепідів. На півночі Галлії салічні франки розширили свої володіння за рахунок римо-галльських територій, у Західній Галлії встановилося Бургундське королівство. Остготи займають Мезію, Македонію і Фракію.
У Південному Китаї править династія Південна Ці, на півночі — Північна Вей. В Індії правління імперії Гуптів. У Японії триває період Ямато. У Персії править династія Сассанідів.
На території лісостепової України Черняхівська культура. Історики VI століття згадують плем'я антів, що мешкало на території сучасної України приблизно з IV сторіччя. У Північному Причорномор'ї центр володінь гунів, що підкорили собі інші кочові племена, зокрема сарматів, булгар та аланів.

## Події
- 9 квітня помер візантійський імператор Флавій Зенон. Новим імператором проголошено Анастасія I.
- 20 травня Анасасій I одружився з імператрицею-вдовою Аріадною.
- У Костантинополі відбулися антиісаврійські бунти.
- Триває облога Равенни остготами. Одоакр із загоном герулів здійснив нічну вилазку з міста. Обидві сторони зазнали важких втрат, але Теодоріху вдалося відбити вилазку, й Одоакр знову замкнувся за мурами.